# Jeanne Ugalde
Pour les articles homonymes, voir Ugalde.
Jeanne Ugalde (née Adèle Delphine Marguerite Jeanne Varcollier le 19 mars 1888 à Paris 16e et morte le 5 mai 1956 à Falaise) est une artiste lyrique et dramatique française.

## Biographie
Jeanne Ugalde est la fille de Marguerite Ugalde et la petite fille de Delphine Ugalde, toutes deux cantatrices de l'Opéra-comique. Elle fait ses études dans un couvent, puis elle est admise dans les classes de comédie et de tragédie du conservatoire de Paris en 1903 et suit les cours de diction et de mise en scène de Fernand Dupas et la classe de Charles Le Bargy. Elle débute sur la scène du Casino de Dieppe (Pourville) dans une revue  en août 1905 et est engagée aux théâtre des Variétés en septembre 1908 pour la saison d'hiver. Elle joue quelques soirs à la Comédie-Royale. 
Elle débute dans l'opérette, aux Folies-Dramatiques, dans le rôle de Mirontaine dans Madame Malborough de Lucien Métivet et Aimé Lachaume, en n'ayant jamais pris de leçons de chant. Elle aborde la comédie à la Porte-Saint-Martin pour jouer le rôle de Madelon dans La Glu de Jean Richepin en 1909 et de nouveau aux Variétés fin 1909.
Quelques mois avant sa mort, Jeanne Ugalde instituera par testament la Fondation Rossini comme légataire universelle.

## Carrière

### Théâtre
- Madelon dans La Glu, de Jean Richepin, Théâtre de la Porte-Saint-Martin le 12 mai 1909[6]
- Berthe de Sauterre dans Un Ange, comédie en trois actes  d'Alfred Capus, Théâtre des Variétés le 15 décembre 1909[7]
- Célie dans L’Aventurière,  comédie en 4 actes en vers, de Émile Augier, casino de Vichy, 1911
- Suzanne de Villiers dans Le Monde où l'on s'ennuie, comédie en 3 actes, d'Edouard Pailleron[8] écrite en 1881, casino de Vichy, 1911
- Le Million, casino de Vichy, 1911
- Suzanne dans Le Mariage de Figaro, Vichy 1911
- Micheline dans L’Âne de Buridan de Robert de Flers, Gaston Arman de Caillavet, Vichy, mai 1911[9].
- Mademoiselle Suzanne Beulemans dans Le Mariage de mademoiselle Beulemans, Vichy, juin  1911[10].
- Le Bois sacré de Robert de Flers, Gaston Arman de Caillavet, Vichy 1911.
- La Bonne intention, Théâtre Michel, octobre 1911
- Georgette dans La Brebis, pièce en deux actes d'Edmond Sée, Théâtre Michel, 1912 [11]
- Didon dans Anne ma sœur de Jean Auzanet, mise en scène Lugné-Poe, Théâtre Antoine, 1912
- Madame Sauvré dans L'Habit vert, pièce en quatre actes de Robert de Flers et de Gaston Arman de Caillavet, création au Théâtre des Variétés, novembre 1912[12]
- L'Age heureux, de Jacques Natanson, Théâtre de l'oeuvre, 18 janvier 1922.

### Opérettes
- Madame Malbrough, opéra-bouffe en trois actes de Lucien Métivet et Aimé Lachaume, Folies-Dramatiques, 1909[13],[14]
- Hébé dans  Orphée aux Enfers, opéra bouffe en deux actes et quatre tableaux d’Hector Crémieux et Ludovic Halévy, sur une musique de Jacques Offenbach, Théâtre des Variétés, 1912[15],[16]

- Firzour dans La Cour Mauresque fantaisie en deux actes de Fernand Nozière, musique de Marcel Lattès, Maisons-Laffitte, 1912[17].
- Cécily dans La Folle escapade de Maurice de Marsan, musique de Octave Crémieux, l'Apollo, juillet 1923 [18].

### Revue
- La Suite à demain, Pourville, août 1905[19]
- La revue de Dieppe, août 1908[20]
- Prologos dans Le Crible de Paris, Comédie-Royale, 1909[21]
- Tout à signaler, d'Armand Foucher [22] et d'Edmond Pingrin au Cadet-Rousselle le 3 mars 1917[23]

### Filmographie
- 1911 : Le Spoliateur[24] (ou L'Autre ou un drame en wagon) d'Albert Capellani